# Sasha Alex Sloan
Alexandra Artourovna Yatchenko (Boston, 11 maart 1995), professioneel bekend als Sasha Alex Sloan (voorheen Sasha Sloan), is van oorsprong een Russisch-Amerikaanse zangeres en songwriter en woont en werkt in Los Angeles, Californië.  